# 拉尼利斯
拉尼利斯（法語：Lannilis，法語發音：[lanilis]）是法国菲尼斯泰尔省的一个市镇，属于布雷斯特区。

## 地名
该地名“Lannilis”发音为[lanilis]，字母“s”发音，《世界地名翻译大辞典》与《世界地名译名词典》将其误译作“拉尼利”。

## 地理
拉尼利斯（48°34'11"N, 4°31'10"W）面积23.52 平方千米，位于法国布列塔尼大區菲尼斯泰尔省，该省份为法国最西部的省份，位于布列塔尼半岛西部，北西南三面环大西洋，东临阿摩尔滨海省和莫尔比昂省。
与拉尼利斯接壤的市镇（或旧市镇、城区）包括：朗代达、普卢盖尔诺、普卢维安、特雷格洛努。
拉尼利斯的时区为UTC+01:00、UTC+02:00（夏令时）。

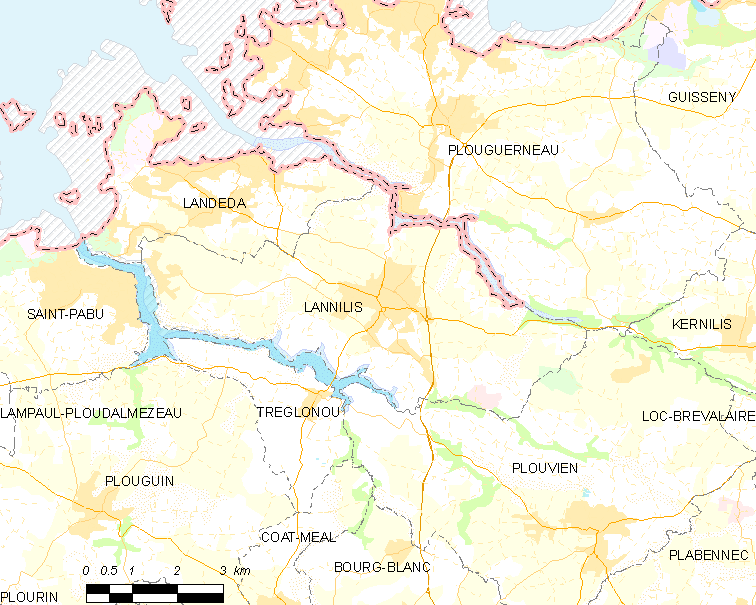
拉尼利斯的OSM定位图

## 行政
拉尼利斯的邮政编码为29870，INSEE市镇编码为29117。

## 政治
拉尼利斯所属的省级选区为普拉贝内克县。

## 人口

1962-2008年间拉尼利斯人口变化图示

拉尼利斯于2022年1月1日时的人口数量为5712人。